# Пааташвили, Соломон Захарович
Соломон Захарович Пааташвили (1905, Шалаури, Телавский уезд, Тифлисская губерния, Российская империя — неизвестно, Телавский район, Грузинская ССР) — главный агроном отдела сельского хозяйства Телавского района, Грузинская ССР. Герой Социалистического Труда (1951).

## Биография
Родился в 1905 году в крестьянской семье в селе Шалаури Телавского уезда. После окончания сельскохозяйственного института трудился в сельском хозяйстве Грузинской ССР. За выдающиеся трудовые достижения по выполнению правительственных заданий по обеспечению фронта продуктами был награждён медалью «За трудовую доблесть». В послевоенное время — главный агроном отдела сельского хозяйства Телавского района.
В 1949 году обеспечил перевыполнение плана по урожаю винограда в целом по Телавскому району на 46,6 %. Указом Президиума Верховного Совета СССР от 19 апреля 1951 года удостоен звания Героя Социалистического Труда за «перевыполнение плана сбора урожая сортового зелёного чайного листа, цитрусовых плодов и винограда в 1949 году» с вручением ордена Ленина и золотой медали «Серп и Молот» (№ 5853).
Этим же указом званием Героя Социалистического Труда были награждены первый секретарь Телавского райкома партии Георгий Сабаевич Сехниашвили, председатель Телавского райисполкома Арчил Виссарионович Утиашвили и управляющий сельхозотделом Варден Порфирович Челидзе.
После выхода на пенсию проживал в Телавском районе. Дата смерти не установлена.
Награды
- Герой Социалистического Труда
- Орден Ленина
- Медаль «За трудовую доблесть» (07.01.1944)